# Polangui
Polangui è una municipalità di prima classe delle Filippine, situata nella Provincia di Albay, nella Regione del Bicol.

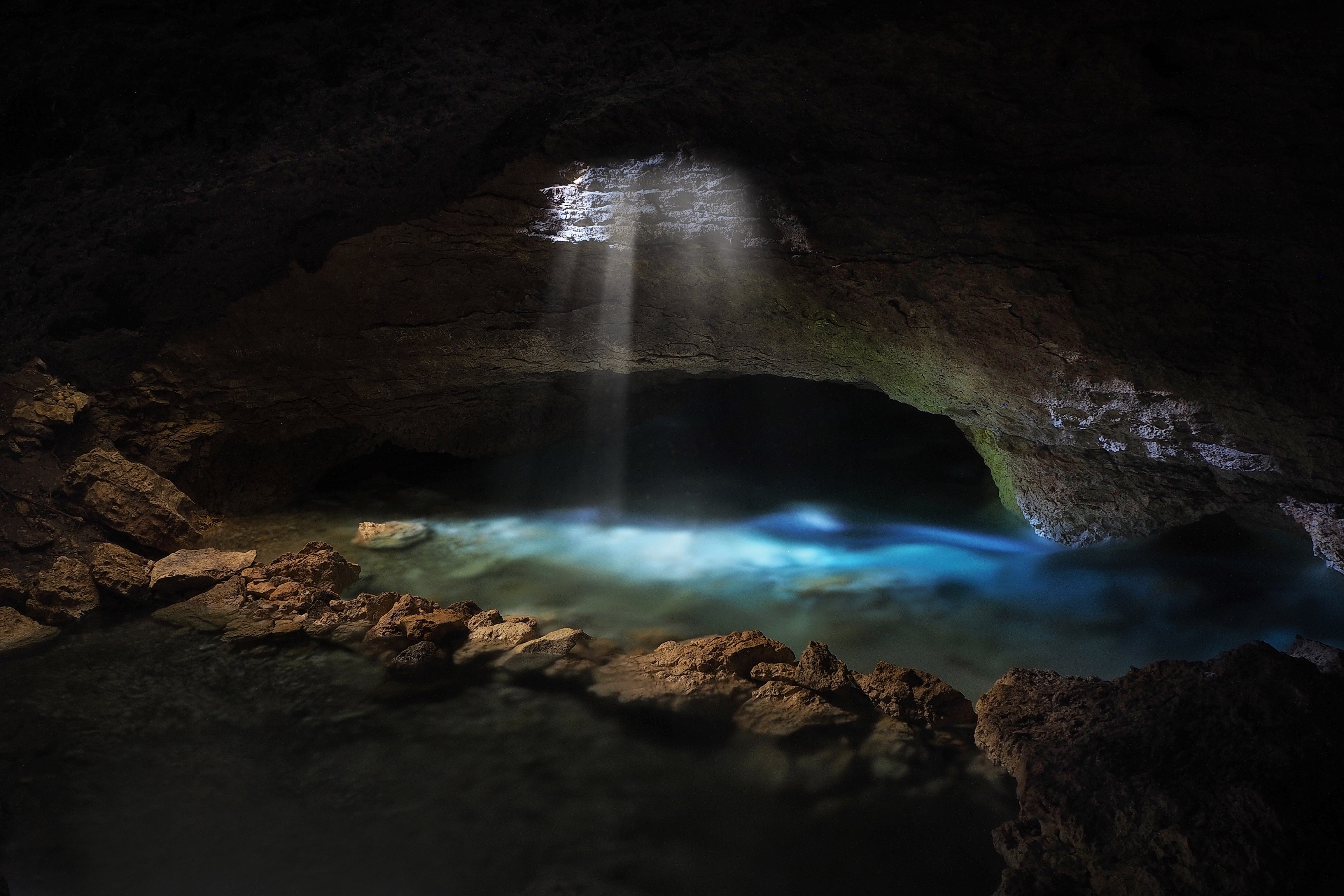
Polangui è anche il nome di un fiume che scorre per lunghi tratti interrato in spettacolari grotte

Polangui è formata da 44 baranggay:
- Agos
- Alnay
- Alomon
- Amoguis
- Anopol
- Apad
- Balaba
- Balangibang
- Balinad
- Basud
- Binagbangan (Pintor)
- Buyo
- Centro Occidental (Pob.)
- Centro Oriental (Pob.)
- Cepres

- Cotmon
- Cotnogan
- Danao
- Gabon
- Gamot
- Itaran
- Kinale
- Kinuartilan
- La Medalla
- La Purisima
- Lanigay
- Lidong
- Lourdes
- Magpanambo
- Magurang

- Matacon
- Maynaga
- Maysua
- Mendez
- Napo
- Pinagdapugan
- Ponso
- Salvacion
- San Roque
- Santa Cruz
- Santa Teresita
- Santicon
- Sugcad
- Ubaliw